# Darryn Textiles FC
Darryn Textiles FC (Darryn Textiles Africa United FC) ist ein simbabwischer Fußballverein aus Harare.
Der Verein Darryn Textiles FC hatte Anfang der 90er Jahre seine erfolgreichste Zeit. Er stieg in die erste Liga auf und verblieb dort mehrere Spielzeiten. Größter Erfolg war 1992 die Teilnahme am Finale im nationalen Pokal, das sie mit 1:4 Toren verloren. 1990 nahmen sie am African Cup Winners’ Cup teil, nachdem der unterlegene Finalist Black Mambas FC verzichtet hatte.
Bekanntere (ehemalige) Spieler sind Norman Mapeza, Costa Nhamoinesu (bis 2005) und Ndabenkulu Ncube (bis 2008 bzw. ab 2011).

## Statistik in den CAF-Wettbewerben
| Wettbewerb                    | Runde    | Gegner        | Hinspiel | Rückspiel |  |
| ----------------------------- | -------- | ------------- | -------- | --------- |  |
|                               |          |               |          |           |  |
| African Cup Winners’ Cup 1990 | 1. Runde | Red Arrows FC | 1:4 (H)  | 0:1 (A)   |  |